# ارزش مبادله‌ای
در اقتصاد سیاسی و به خصوص اقتصاد مارکسی، ارزش مبادله ای (به آلمانی: Tauschwert) اشاره به یکی از چهار ویژگی‌های اصلی یک کالا دارد، به عنوان مثال، یک مورد یا خدمات تولید شده و فروخته شده برای بازار است. سه جنبه دیگر، ارزش کاربردی، ارزش اقتصادی و قیمت هستند.
بنابراین یک کالا شامل:
- یک ارزش اقتصادی (توجه داشته باشید که در ارتباط با تعریف ارزش غیر مارکسی است.)
- یک ارزش مصرفی
- ارزش مبادله‌ای
- یک قیمت (می‌تواند یک قیمت فروش واقعی یا منسوب به قیمت ایده‌آل باشد.)

این چهار مفهوم یک سابقه بسیار طولانی در اعتقادات انسان از ارسطو تا دیوید ریکاردو، دارند.